# Cornelis de Witt

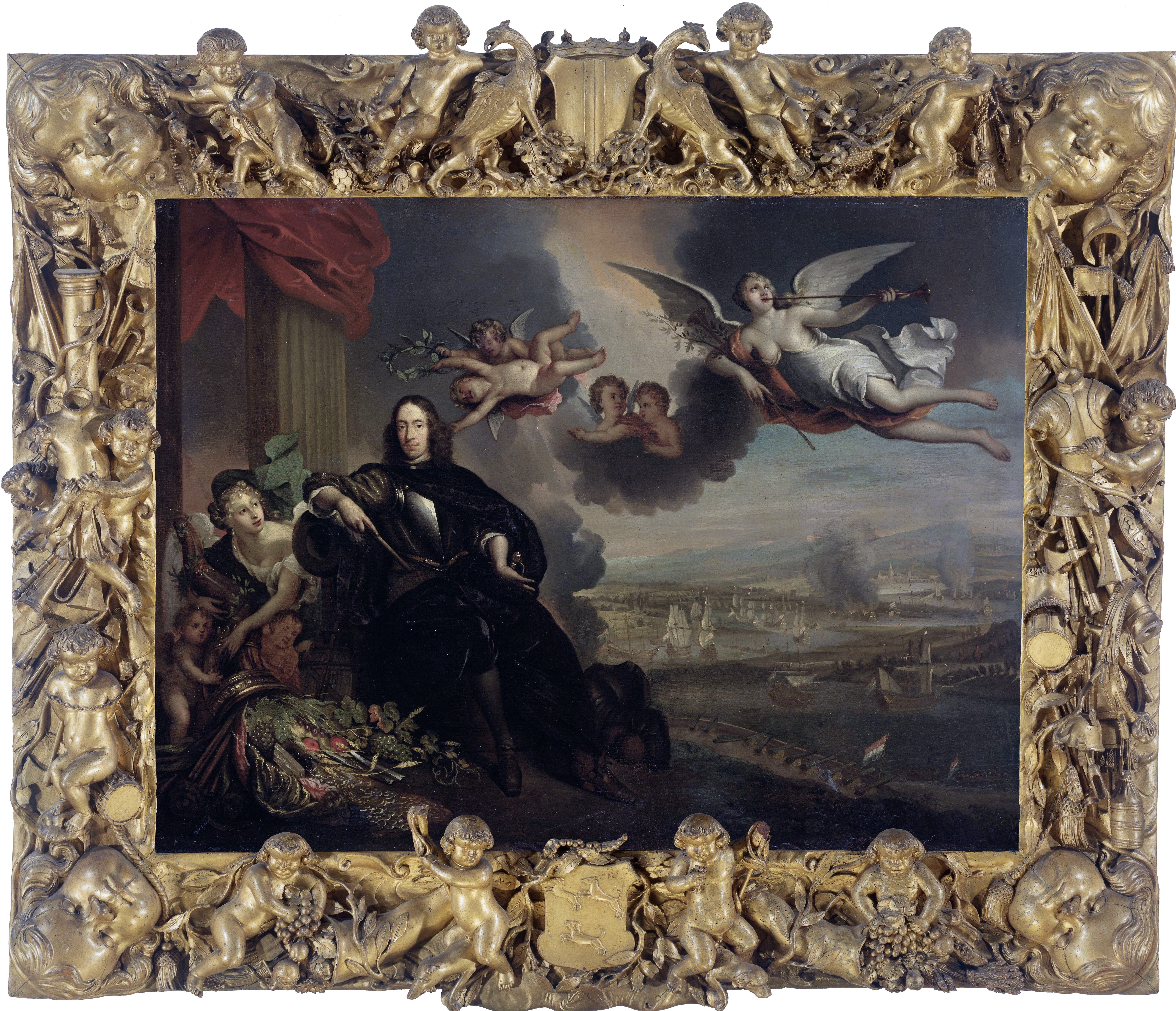
Cornelis de Witt. Gemälde von Jan de Baen, Rijksmuseum (Amsterdam).

Cornelis de Witt (* 15. Juni 1623 in Dordrecht; † 20. August 1672 in Den Haag) war ein bekannter holländischer Politiker und Marinekommandant des Goldenen Zeitalters. Im Rampjaar 1672 wurde er gemeinsam mit seinem Bruder Johan de Witt durch eine von oranischen Parteigängern aufgehetzten Volksmenge gelyncht.

## Leben

### Familie
Cornelis de Witt entstammte dem alten Dordrechter Regentengeschlecht der De Witt. Seine Eltern waren Jacob de Witt und Anna van den Corput (eine Nichte von Johannes Corputius, des berühmten niederländischen Militärführers und Kartographen). Sein Onkel Andries war ebenso wie sein jüngerer Bruder Johan de Witt – der berühmte niederländische Staatsmann – Ratspensionär von Holland gewesen. Durch die Ehe eines seiner Onkel mit Margaretha von Nassau, Tochter von Anna Johanna von Nassau-Siegen, war De Witt ein entfernter Verwandter des späteren niederländischen Statthalters Wilhelm III. von Oranien-Nassau. Eine weitere Verwandtschaft führte ihn zu den Tromps, Maarten und dessen Sohn Cornelis Tromp, beide Admiräle der Niederlande.

### Politische Karriere im Goldenen Zeitalter

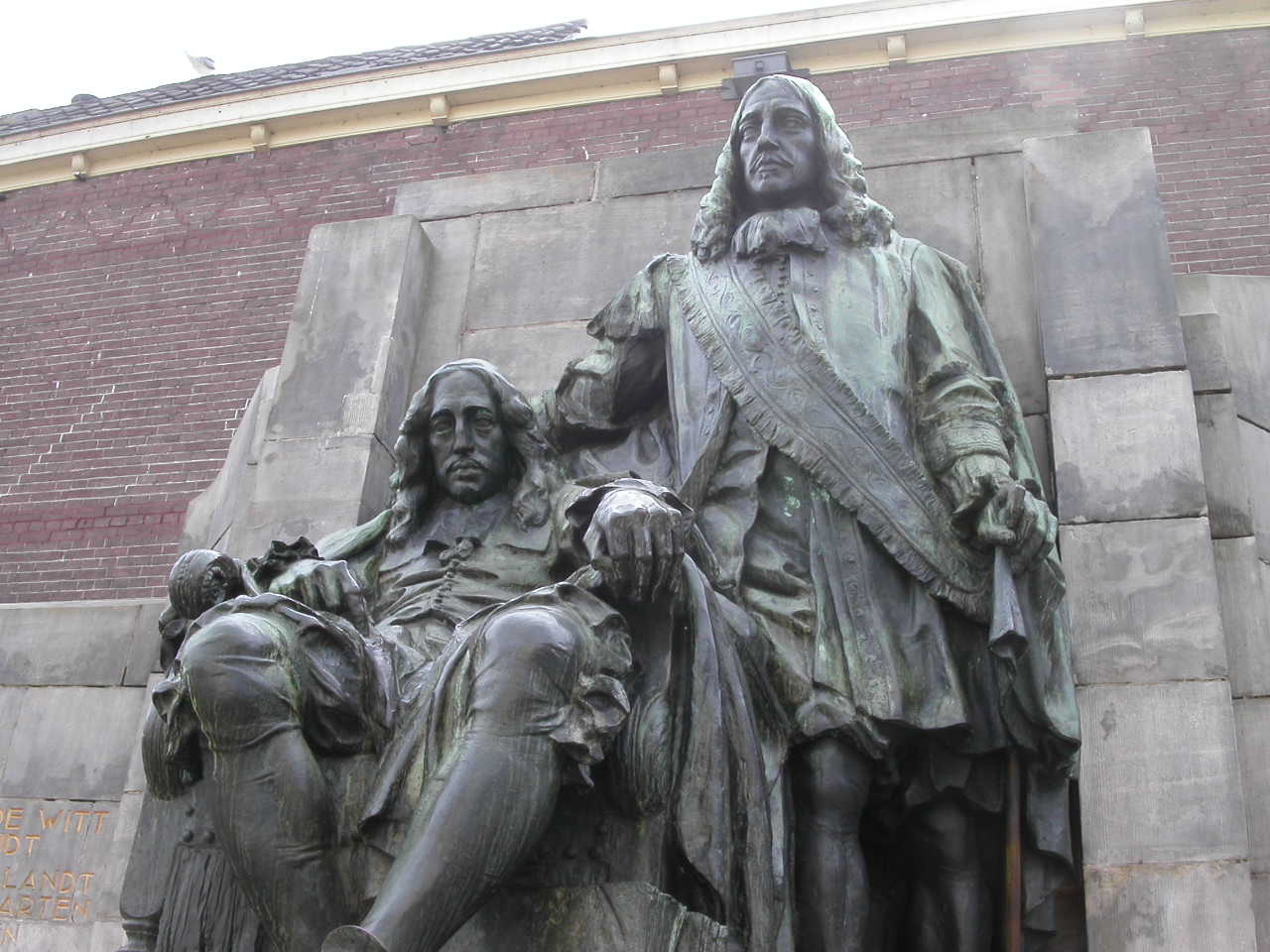
Johan und Cornelis de Witt, Statue in Dordrecht

Am Höhepunkt des Goldenen Zeitalters der Niederlande, der Ersten Statthalterlosen Periode von 1650 bis 1672, lag die politische Macht innerhalb Hollands hauptsächlich bei zwei staatsgesinnten, sprich republikanischen, Familien. In Amsterdam lag diese bei den Gebrüdern Cornelis und Andries de Graeff, und in Den Haag bei den Gebrüdern Johan und Cornelis de Witt, den Anführer der staatsgesinnten (republikanischen) Fraktion Hollands, was durch deren enge Zusammenarbeit und gegenseitige Verwandtschaft verstärkt wurde.
Cornelis de Witt war von 1648 bis 1667 Mitglied in der Dordrechter Stadtregierung, 1666 und 1667 Bürgermeister als auch Pensionär seiner Heimatstadt, sowie ein niederländischer Marineoffizier. Außerdem war er Rat der Admiralität von Rotterdam und Ruwaard (Regent) von Putten. Aufgrund seiner maritimen Kenntnisse und des Protegees seines Bruders Johan war er in den Englisch-Niederländischen Seekriegen von 1652 bis 1654 und von 1665 bis 1667 niederländischer Marinekommandant. Dadurch hatte er auch bei dem Überfall im Medway 1667 die Führung der niederländischen Streitkräfte inne.

### Rampjaar 1672

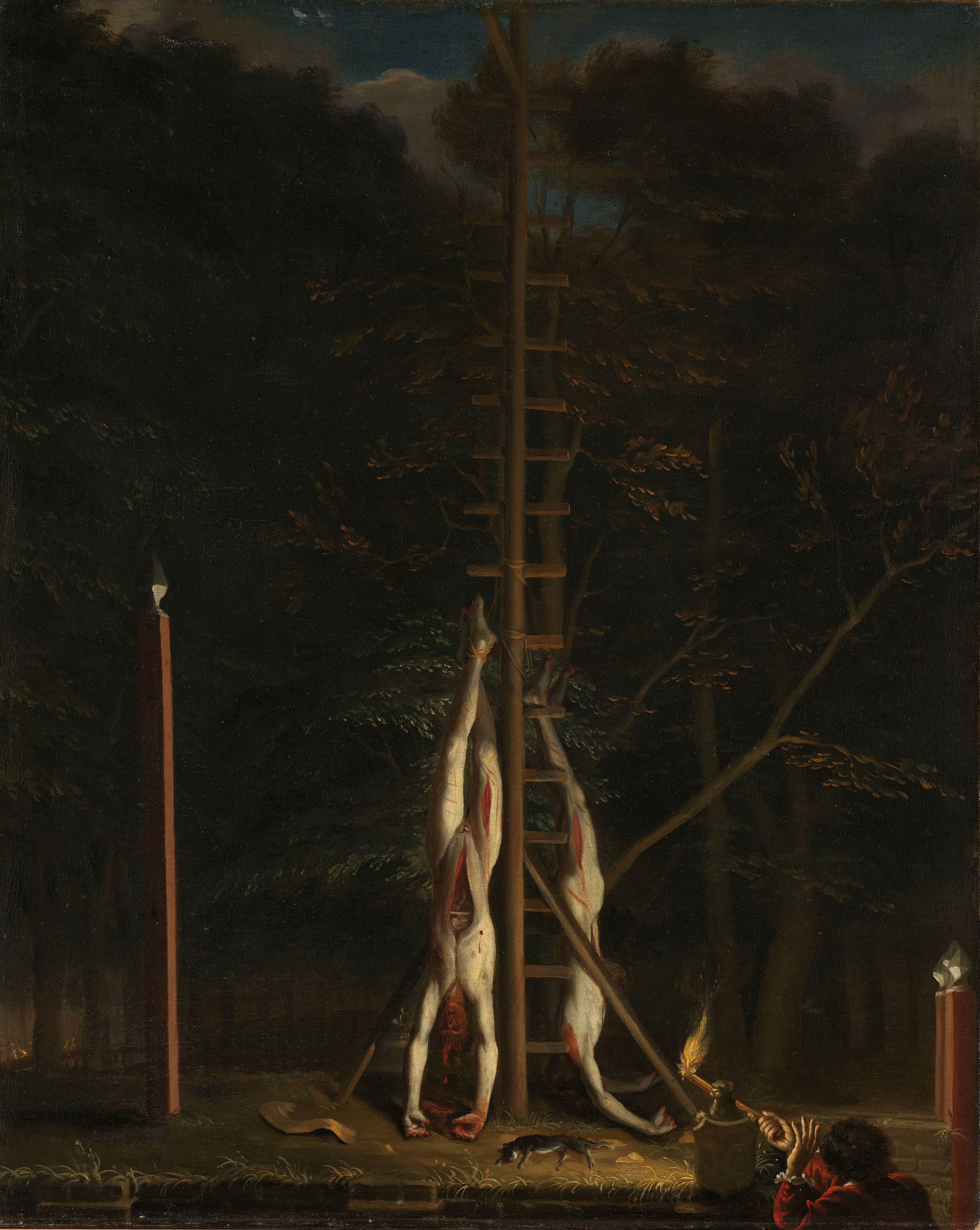
Die Leichen der Gebrüder De Witt

Die pro-französische Politik der Gebrüder De Witt und anderer republikanischer Politiker missglückte, als Ludwig XIV. die Republik der Vereinigten Niederlande mit militärischen Mitteln im Rampjaar 1672 angriff. Cornelis de Witt leitete noch die Seeschlacht von Solebay, wobei er großen persönlichen Mut bewies. Durch den Schlachtenerfolg der französischen Truppen, welche das Zentrum der Republik bedrohten, gelang es der oranisch gesinnten Partei, die staatsgesinnten (Stadt-)Regenten zu Fall zu bringen, als Johan de Witt aufgrund eines Mordanschlags auf dem Krankenbett lag. Cornelis de Witt wurde in seiner Eigenschaft als Ratsmitglied Dordrechts dazu aufgefordert, das im Jahre 1667 aufgestellte Eeuwig edict zurückzunehmen, welches das Haus Oranien für immer aus den Regierungsgeschäften der Niederlande ausschloss, was er mit dem Zusatz v.c. (Vi Coactus, lateinisch für unter Zwang) tat (man zwang ihn dann dies wieder durchzustreichen). Danach brach in Holland die Zeit des Hauses Nassau an, denn Wilhelm III. von Oranien wurde zum neuen Statthalter gewählt und damit der alte Ratspensionär von Holland, Johan de Witt, gestürzt. Im August wurde Cornelis de Witt aufgrund der Zeugenaussage des oranisch gesinnten Barbiers Willem Tichelaar des Mordkomplotts gegen Wilhelm III. angeklagt als Teil einer Verschwörung, die über Cornelis auf Johan de Witt zielte. De Witt wurde im Den Haager Gevangenpoort gefangengesetzt und dort schwer gefoltert. Unter der Federführung des Gerichtshofpräsidenten Adriaen Pauw wurde de Witt, gegen den keine Beweise vorlagen und der auch unter der Folter standhaft blieb, freigelassen und außer Landes verbannt. Als ihn sein Bruder am 20. August, angelockt durch einen fingierten Brief, aus dem Gefängnis abholen wollte, wurden die beiden Brüder von einer durch die oranischen Parteigänger aufgehetzten Meute, welche sie der Verschwörung gegen den neuen Statthalter bezichtigte, auf grausame Weise ermordet. Das Volk war durch die nur durch das Fluten der Deiche gestoppte französische Invasion in Panik und es kam überall zu Aufständen für Wilhelm von Oranien, von dem man sich die Rettung des Landes erhoffte.